# Giovanni Antonio Fumiani

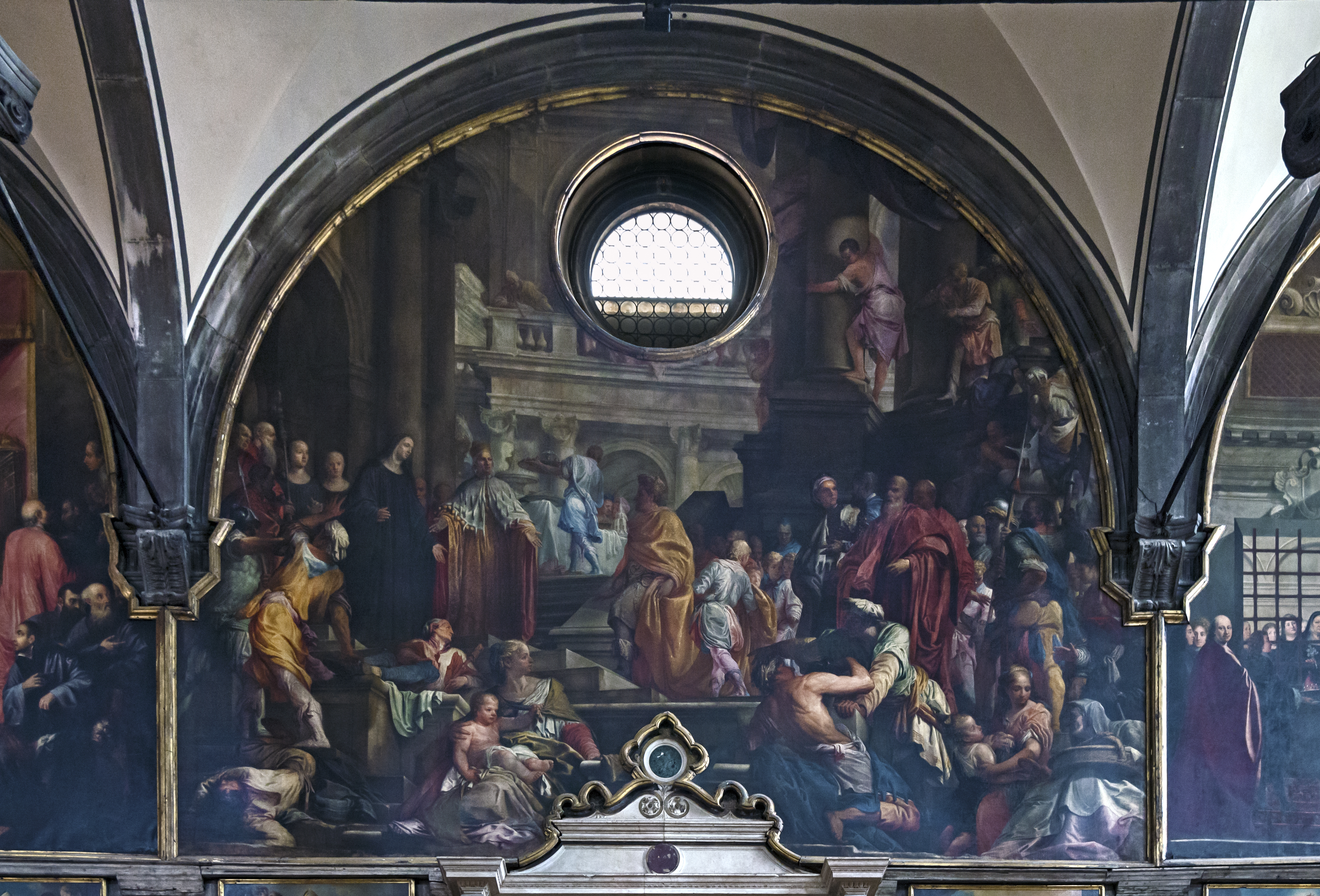
Visita al monastero dell'imperatore Ottone III nella chiesa di San Zaccaria a Venezia

Giovanni Antonio Fumiani (Venezia, anni 1640 – Venezia, 1710) è stato un pittore italiano.

## Biografia
Figlio di Biagio e di una Lucrezia, non si conosce la sua precisa data di nascita. Da un manoscritto dell'Orlandi, citato da Edoardo Arslan, si ricava la data 4 dicembre 1650; il Moschini parla del 1643; Elena Favaro, infine, notando che al momento della sua immatricolazione al Collegio dei pittori nel 1690 dichiarava quarantacinque anni, la colloca nel 1645.
In giovane età visse a Bologna dove lavorò nella bottega di Domenico Ambrogi, uno specialista della quadratura e della prospettiva. Nel 1666, basandosi sui disegni del maestro, avrebbe realizzato sei dipinti da destinare alla chiesa di Santa Lucia.
Nel 1668 era già tornato a Venezia, in quanto risale a quella data la Madonna col Bambino e cinque Santi della chiesa di San Benedetto.
Venne influenzato da Ludovico Carracci, Alessandro Tiarini e Paolo Veronese, così iniziò a migliorare le composizioni architettoniche dei propri dipinti e ad utilizzare colori più incisivi e brillanti. Nel 1674 dipinse La Vergine appare a Pio V, oggi nella chiesa di San Lorenzo a Vicenza, considerata vicina alla monumentalità delle opere di Tiepolo; i suoi mosaici inoltre verranno accostati ai lavori di Pietro della Vecchia.
Contribuì alla decorazione della Scuola Grande di San Rocco (1675, 1676, 1678), dove realizzò un'enorme tela di canapa, la Carità di San Rocco; sulla navata dipinse dei piccoli quadri, ora alla Galleria degli Uffizi, dipinti per Ferdinando de' Medici, Granduca di Toscana, con cui lavorò per lungo tempo.
Fumiani ha rivelato un senso decorativo vivace e un gusto particolare per gli oggetti animati, una pittura sensuale che ha prodotto dipinti di grande qualità. Tra i suoi ultimi lavori si ricordano il dipinto Ottone III in visita al Convento di San Zaccaria in Compagnia del Doge, nella chiesa di San Zaccaria e la Presentazione di Gesù al Tempio del Duomo di Padova (1708).
Per le decorazioni della chiesa di San Pantalon a Venezia, con scene dalla vita di San Pantalon (1680-1704), Fumiani utilizzò una vasta tela in sostituzione del più comune affresco per dar vita al soffitto della chiesa usando la tecnica del telero: il risultato è la principale opera presente nella chiesa, nonostante la presenza di opere di Veronese e Veneziano, per citare alcuni autori; la grande tela di 443 metri quadrati fu  ricavata unendo tra loro circa 60 tele e questo dipinto su tela denominato Martirio e gloria di san Pantaleone è il secondo più grande del mondo dopo quello presente sul soffitto del Convitto Giordano Bruno di Maddaloni.

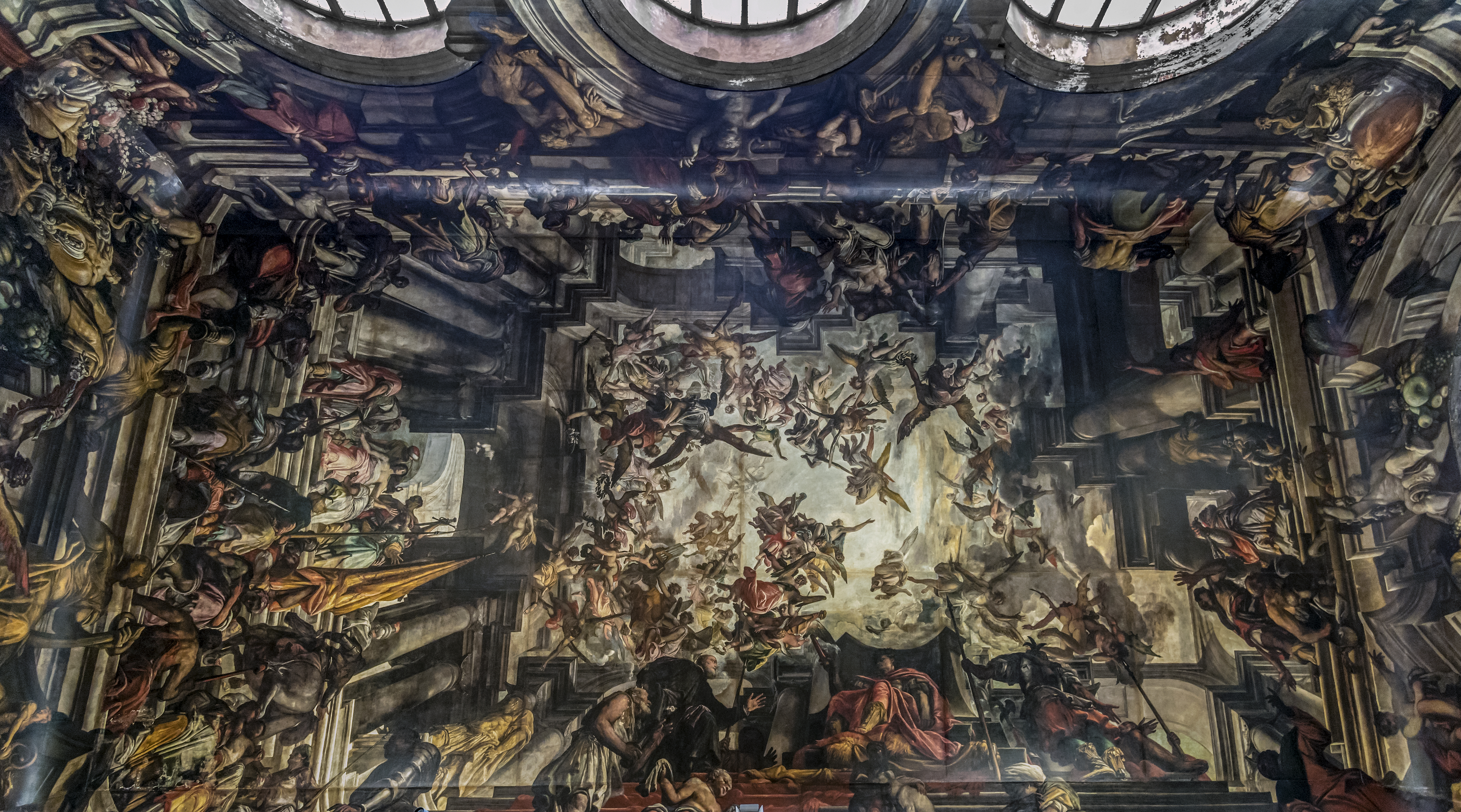
Martirio e gloria di san Pantaleone nella chiesa di San Pantalon a Venezia